# Skarp
Skarp ist eine Grindcore-/Crustcore-Band aus dem US-amerikanischen Seattle.

## Biografie
Skarp gründeten sich im Jahr 2000 und waren anfangs noch deutlich von Choking Victim beeinflusst, im Laufe der Zeit wurde die Musik jedoch deutlich härter und Metal-lastig (spätere Eigenbezeichnung: „Blackout Grind“). Von 2001 bis 2003 wurden je eine Split (mit der Band Human Error) und eine selbstbetitle EP eingespielt und gleichzeitig zahlreiche Konzerte im Westen der USA und Kanada gespielt. 2004 wurde das Debütalbum Bury Your Dead aufgenommen (erschienen auf dem Independent-Label Inimical Records) und auf einer Europa-Tour mit Leftover Crack vorgestellt. Zum Jahreswechsel 2005 spielte Skarp als Vorgruppe für die Melvins mit Jello Biafra bei einem Konzert in Seattle und wurde dort für sein Label Alternative Tentacles entdeckt. Im April gleichen Jahres wurde das zweite Album Requiem mit Produzent Billy Anderson (u. v. a. Fantômas, Sick of It All) in den Secret Studios in San Francisco eingespielt und im Spätsommer veröffentlicht.

## Diskografie
- 2001: Eat Shit / Sickened Chain (Split-EP mit ¡¿Human Error?!, Aborted Society Records)
- 2003: Skarp (EP, Un-Yelliman Records)
- 2004: Bury Your Dead (Autodafe Records)
- 2005: Requiem (Alternative Tentacles)
- 2012: Moshpit Tragedy (Split-EP mit Phobia, Scion Audio/Visual)